# GT Challenge at VIR 2020
Navigation
Édition précédente Édition suivante
Le GT Challenge at VIR 2020 (officiellement appelé 2020 Michelin GT Challenge at VIR) est une course de voitures de sport organisée sur le Virginia International Raceway à Alton (en) en Virginie, aux États-Unis qui s'est déroulée du 21 au 23 août 2020. Elle correspond à la dixième manche du championnat United SportsCar Championship 2020 et seules les catégories GTLM et GTD de voitures du championnat ont participé à la course.

## Course

### Classement de la course
Classement provisoire au terme de la course.
| Pos | Classe | no  | Écurie                                                   | Pilotes                              | Châssis                         | Pneus | Tours | Temps               |
| Pos | Classe | no  | Écurie                                                   | Pilotes                              | Moteur                          | Pneus | Tours | Temps               |
| --- | ------ | --- | -------------------------------------------------------- | ------------------------------------ | ------------------------------- | ----- | ----- | ------------------- |
| 1   | GTLM   | 3   | Corvette Racing                                          | Antonio García Jordan Taylor         | Chevrolet Corvette C8.R         | M     | 85    | 2 h 40 min 40 s 846 |
| 1   | GTLM   | 3   | Corvette Racing                                          | Antonio García Jordan Taylor         | Chevrolet LT 5,5 l V8 Atmo      | M     | 85    | 2 h 40 min 40 s 846 |
| 2   | GTLM   | 25  | BMW Team RLL                                             | Bruno Spengler Connor De Phillippi   | BMW M8 GTE                      | M     | 85    | + 3 s 521           |
| 2   | GTLM   | 25  | BMW Team RLL                                             | Bruno Spengler Connor De Phillippi   | BMW S63 4,0 l V8 Bi-Turbo       | M     | 85    | + 3 s 521           |
| 3   | GTLM   | 911 | Porsche GT Team                                          | Nick Tandy Frédéric Makowiecki       | Porsche 911 RSR-19              | M     | 85    | + 4 s 200           |
| 3   | GTLM   | 911 | Porsche GT Team                                          | Nick Tandy Frédéric Makowiecki       | Porsche 4,2 L Flat-6 Atmo       | M     | 85    | + 4 s 200           |
| 4   | GTLM   | 4   | Corvette Racing                                          | Oliver Gavin Tommy Milner            | Chevrolet Corvette C8.R         | M     | 85    | + 1 min 10 s 860    |
| 4   | GTLM   | 4   | Corvette Racing                                          | Oliver Gavin Tommy Milner            | Chevrolet LT 5,5 l V8 Atmo      | M     | 85    | + 1 min 10 s 860    |
| 5   | GTD    | 96  | Turner Motorsport                                        | Bill Auberlen Robby Foley            | BMW M6 GT3                      | M     | 83    | + 2 tours           |
| 5   | GTD    | 96  | Turner Motorsport                                        | Bill Auberlen Robby Foley            | BMW P63 4,4 l V8 Turbo          | M     | 83    | + 2 tours           |
| 6   | GTD    | 86  | Meyer Shank Racing avec Curb Agajanian Performance Group | Mario Farnbacher Matt McMurry        | Acura NSX GT3 Evo               | M     | 83    | + 2 tours           |
| 6   | GTD    | 86  | Meyer Shank Racing avec Curb Agajanian Performance Group | Mario Farnbacher Matt McMurry        | Acura 3,5 l V6 Turbo            | M     | 83    | + 2 tours           |
| 7   | GTD    | 74  | Riley Motorsports                                        | Gar Robinson Lawson Aschenbach       | Mercedes-AMG GT3                | M     | 83    | + 2 tours           |
| 7   | GTD    | 74  | Riley Motorsports                                        | Gar Robinson Lawson Aschenbach       | Mercedes-AMG M159 6,2 l V8      | M     | 83    | + 2 tours           |
| 8   | GTD    | 14  | AIM Vasser-Sullivan                                      | Aaron Telitz Jack Hawksworth         | Lexus RC F GT3                  | M     | 83    | + 2 tours           |
| 8   | GTD    | 14  | AIM Vasser-Sullivan                                      | Aaron Telitz Jack Hawksworth         | Lexus 5,0 l V8                  | M     | 83    | + 2 tours           |
| 9   | GTD    | 16  | Wright Motorsports                                       | Ryan Hardwick Patrick Long           | Porsche 911 GT3R                | M     | 83    | + 2 tours           |
| 9   | GTD    | 16  | Wright Motorsports                                       | Ryan Hardwick Patrick Long           | Porsche 4,2 L Flat-6 Atmo       | M     | 83    | + 2 tours           |
| 10  | GTD    | 57  | Heinricher Racing avec Curb Agajanian Performance Group  | Alvaro Parente Misha Goikhberg       | Acura NSX GT3 Evo               | M     | 83    | + 2 tours           |
| 10  | GTD    | 57  | Heinricher Racing avec Curb Agajanian Performance Group  | Alvaro Parente Misha Goikhberg       | Acura 3,5 l V6 Turbo            | M     | 83    | + 2 tours           |
| 11  | GTD    | 44  | GRT Magnus                                               | John Potter Andy Lally               | Lamborghini Huracán GT3 Evo     | M     | 83    | + 2 tours           |
| 11  | GTD    | 44  | GRT Magnus                                               | John Potter Andy Lally               | Lamborghini 5,2 l V10 Atmo      | M     | 83    | + 2 tours           |
| 12  | GTD    | 23  | The Heart of Racing                                      | Ian James Roman De Angelis           | Aston Martin Vantage AMR GT3    | M     | 83    | + 2 tours           |
| 12  | GTD    | 23  | The Heart of Racing                                      | Ian James Roman De Angelis           | Aston Martin 4.0 L V8 Bi-Turbo  | M     | 83    | + 2 tours           |
| 13  | GTD    | 12  | AIM Vasser-Sullivan                                      | Frankie Montecalvo Townsend Bell     | Lexus RC F GT3                  | M     | 83    | + 2 tours           |
| 13  | GTD    | 12  | AIM Vasser-Sullivan                                      | Frankie Montecalvo Townsend Bell     | Lexus 5,0 l V8                  | M     | 83    | + 2 tours           |
| 14  | GTLM   | 912 | Porsche GT Team                                          | Earl Bamber Laurens Vanthoor         | Porsche 911 RSR-19              | M     | 82    | + 3 tours           |
| 14  | GTLM   | 912 | Porsche GT Team                                          | Earl Bamber Laurens Vanthoor         | Porsche 4,2 L Flat-6 Atmo       | M     | 82    | + 3 tours           |
| 15  | GTD    | 22  | Gradient Racing                                          | Till Bechtolsheimer Marc Miller (en) | Acura NSX GT3 Evo               | M     | 81    | + 4 tours           |
| 15  | GTD    | 22  | Gradient Racing                                          | Till Bechtolsheimer Marc Miller (en) | Acura 3,5 l V6 Turbo            | M     | 81    | + 4 tours           |
| 16  | GTD    | 76  | Compass Racing                                           | Corey Fergus Paul Holton             | McLaren 720S GT3                | M     | 74    | Abandon             |
| 16  | GTD    | 76  | Compass Racing                                           | Corey Fergus Paul Holton             | McLaren M840T 4,0 l V8 Bi-Turbo | M     | 74    | Abandon             |
| 17  | GTLM   | 24  | BMW Team RLL                                             | Jesse Krohn John Edwards             | BMW M8 GTE                      | M     | 66    | + 19 tours          |
| 17  | GTLM   | 24  | BMW Team RLL                                             | Jesse Krohn John Edwards             | BMW S63 4,0 l V8 Bi-Turbo       | M     | 66    | + 19 tours          |
| 18  | GTD    | 63  | Scuderia Corsa                                           | Cooper MacNeil Toni Vilander         | Ferrari 488 GT3                 | M     | 55    | Abandon             |
| 18  | GTD    | 63  | Scuderia Corsa                                           | Cooper MacNeil Toni Vilander         | Ferrari F154CB 3,9 l V8 Turbo   | M     | 55    | Abandon             |
| 19  | GTD    | 30  | Team Hardpoint                                           | Rob Ferriol Spencer Pumpelly         | Audi R8 LMS GT3                 | M     | 27    | Abandon             |
| 19  | GTD    | 30  | Team Hardpoint                                           | Rob Ferriol Spencer Pumpelly         | Audi 5.2 L V10 Atmo             | M     | 27    | Abandon             |
| 20  | GTD    | 48  | Paul Miller Racing                                       | Bryan Sellers Madison Snow           | Lamborghini Huracán GT3 Evo     | M     | 83    | + 2 tours           |
| 20  | GTD    | 48  | Paul Miller Racing                                       | Bryan Sellers Madison Snow           | Lamborghini 5,2 l V10 Atmo      | M     | 83    | + 2 tours           |

## Pole position et record du tour
- Pole position :  Frédéric Makowiecki (#911 Porsche GT Team) en 1 min 40 s 389.
- Meilleur tour en course :  Nick Tandy (#911 Porsche GT Team) en 1 min 41 s 333.

## Tours en tête
- no 911 Porsche 911 RSR-19 - Porsche GT Team : 64 tours (1-10 / 18-51 / 54-73)[2] ;
- no 912 Porsche 911 RSR-19 - Porsche GT Team : 7 tours (11-17)[2] ;
- no 3 Chevrolet Corvette C8.R - Corvette Racing : 14 tours (52-53 / 74-85)[2].

## À noter
- Longueur du circuit : 3,27 milles (5,26 km).
- Distance parcourue par les vainqueurs : 277,95 milles (447,32 km).